# A Twisted Christmas
Twisted Christmas – album zespołu Twisted Sister wydany w 2006 roku.

## Lista utworów
1. "Have Yourself a Merry Little Christmas" – 4:48
2. "Oh Come All Ye Faithful" – 4:40
3. "White Christmas" – 3:56
4. "I'll Be Home for Christmas" – 4:08
5. "Silver Bells" – 5:05
6. "I Saw Mommy Kissing Santa Claus" – 3:39
7. "Let It Snow" – 3:09
8. "Deck the Halls" – 2:52
9. "The Christmas Song" – 3:40
10. "Heavy Metal Christmas" – 5:14
11. We Wish You a Twisted Christmas – 0:36